# Декупаж
Декупаж (decoupage) – от фр. в превод означава „изрязвам“ или казано с други думи изготвяне на колаж или хартиена апликация.
Декупажът е приложно изкуство, при което се изрязва мотив или изображение от различен материал (предимно хартия, но също така и дърво, кожа или плат). След това мотивът се залепя или с помощта на различни техники за декупаж се прикрепя върху дадената повърхност за декориране (дърво, метал, плат и пр.)
Прилага се основно върху предмет, като малка кутийка, чиния, ваза, свещ или елемент от обзавеждането — шкаф например.
Тази техника за украсяване на предмети е изобретена от китайските селяни още през XII век с откриването на червената тънка хартия. С нея започнали да украсяват различни предмети от бита си.
В Европа декупажът води началото си още от Ранното средновековие. За пръв път за декупажа като изкуство се споменава още в края на XV век в Германия, където започнали да използват изрязани картинки за декорация на мебели.
Особена популярност придобива декупажът през XVII век във Венеция, когато на мода идват мебели, инкрустирани с японски и китайски орнаменти.
Венецианските майстори изкусно изрязвали мотивите и ги залепяли върху повърхността на мебелите. След това ги покривали с няколко слоя лак за защита.
Така чрез този вид апликация майсторите на мебели са опитвали да имитират скъпоструващите източни инкрустации.
Във Франция декупажът бил много модерен в двора на Людовик XVI. Мария Антоанета и нейните придворни дами използвали за украса творби на Вато и Фрагонар.
В Англия декупажът станал масово популярен през Викторианската епоха, когато се появили листове с отпечатани колекции за изрязване, достъпни за всички. Декупажът влязъл в почти всеки дом. В средата на XIX век декупажът станал особено популярен. Използвали се изображения на цветя, пасторални сцени, животни, ангелчета и др. за декорация на предмети и мебели.
От Англия декупажът е пренесен в Америка като хоби, където бил особено популярен през Първата и Втората световни войни.
В наши дни тази старинна техника отново е модерна и се използва често в дизайна на чанти, шапки, подноси, украшения за елха, слънчеви часовници, съдове, опаковки и др.
Използва се и за дизайн на екстравагантни предмети от интериора на дома, дрехи и аксесоари.